# Linje 1, Guangzhou Metro
Linje 1, Guangzhous tunnelbana (kinesiska: 广州地铁1号线; pinyin: Guǎngzhōu Dìtiě Yī Hào Xiàn) eller Zhongshanlu linjen (kinesiska: 中山路线; pinyin: Zhōngshānglù Xiàn)
Linjen går från  Xilang till Guangzhou East Railway Station (18,5 km). Förutom från Kengkou och Xilang, är alla stationer under jorden. Linje 1's färg är gul.
- 28 juni 1997: Xilang - Huangsha
- 28 juni 1999: Huangsha - Guangzhou East Railway Station

## Stationer
| Stationens namn Engelska       | Stationens namn Hanzi | Plattformstyp                 | Förbindelse | Område |
| ------------------------------ | --------------------- | ----------------------------- | ----------- | ------ |
|                                |                       |                               |             |        |
| Guangzhou East Railway Station | 广州东站              | Ö-perrong (under marken)      | Linje 3     | Tianhe |
| Tianhe Sports Center           | 体育中心              | Ö-perrong (under marken)      |             | Tianhe |
| Tiyu Xilu                      | 体育西路              | Ö-perrong (under marken)      | Linje 3 APM | Tianhe |
| Yangji                         | 杨箕                  | Ö-perrong (under marken)      | Linje 5     | Yuexiu |
| Dongshankou                    | 东山口                | Ö-perrong (under marken)      |             | Yuexiu |
| Martyrs' Park                  | 烈士陵园              | Ö-perrong (under marken)      |             | Yuexiu |
| Peasant Movement Institute     | 农讲所站              | Ö-perrong (under marken)      |             | Yuexiu |
| Gongyuanqian                   | 公园前                | Spansk lösning (under marken) | Linje 2     | Yuexiu |
| Ximenkou                       | 西门口                | Ö-perrong (under marken)      |             | Yuexiu |
| Chen Clan Academy              | 陈家祠                | Ö-perrong (under marken)      |             | Liwan  |
| Changshou Lu                   | 长寿路                | Ö-perrong (under marken)      |             | Liwan  |
| Huangsha                       | 黄沙                  | Ö-perrong (under marken)      |             | Liwan  |
| Fangcun                        | 芳村                  | Ö-perrong (under marken)      |             | Liwan  |
| Huadiwan                       | 花地湾                | Sidoplattform (under marken)  |             | Liwan  |
| Kengkou                        | 坑口                  | Sidoplattform                 |             | Liwan  |
| Xilang                         | 西朗                  | Sidoplattform                 | Guangfo     | Liwan  |
|                                |                       |                               |             |        |